# Richard Stockton Field

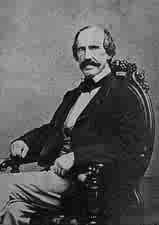
Richard Stockton Field

Richard Stockton Field, född 31 december 1803 i Burlington County, New Jersey, död 25 maj 1870 i Princeton, New Jersey, var en amerikansk politiker. Han representerade delstaten New Jersey i USA:s senat 1862-1863.
Field utexaminerades 1821 från College of New Jersey (numera Princeton University). Han studerade sedan juridik och inledde 1825 sin karriär som advokat i Salem. Han flyttade 1832 tillbaka till Princeton.
Field var delstatens justitieminister (New Jersey Attorney General) 1838-1841. Han deltog 1844 i New Jerseys konstitutionskonvent.
Field var republikansk senator från november 1862 till januari 1863. Han blev utnämnd till senaten efter att senator John R. Thomson avled i ämbetet. Han efterträddes som senator av James Walter Wall.
Fields grav finns på Princeton Cemetery i Princeton.